# 電気材料
電気材料（でんきざいりょう）とは、電力機器・電子機器に用いられる材料である。
電気的物性はもちろんのこと、加工のしやすさ・機械的強度、熱・湿分に対する安定性などが求められる。
近年、環境保全のため、有害物質を含まない・リサイクルのしやすい・廃棄物処理の負担の少ない素材が開発されている。
- 電気伝導体
- 抵抗体
- 半導体
- 絶縁体・誘電体
- 磁性体
- 超伝導体